# Caribs
Els caribs o galibis són un grup ètnic que dona nom al territori Carib, les dues denominacions deriven del proto-carib *karipona: 'home(s)'— eren un conjunt de pobles que, en el moment del contacte amb els europeus, al segle xv, habitaven el nord-est de Veneçuela i diverses Antilles Menors. A les illes del Carib van desaparèixer com a ètnia independent per causa de la colonització europea, encara que a les Guaianes, Veneçuela i Brasil continuaren i donaren origen al modern poble kali'na i també a altre pobles. A l'illa de Saint Vincent (Saint Vincent i Grenadines) es varen mestissar amb els pobles d'origen africà i actualment viuen a Hondures. La família lingüística a la qual pertanyien els caribs té altres membres al nord d'Amèrica del Sud. En temps antics moltes dones dels caribs parlaven també l'idioma Kalhíphona, del grup Arawak. Al sud del Carib coexistia amb l'idioma galibi que també era del grup lingüístic carib. Uns i altres vivien en pobles separats de Grenada, Tobago i Dominica.

## Història

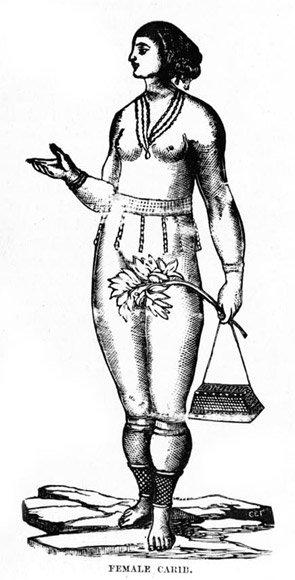
Dibuix d'una dona carib (per Charles E. Taylor, 1888)

Es creu, d'acord amb datacions de radiocarboni, que els caribs emigraren des del riu Orinoco i s'establiren a les illes del Carib cap a l'any 1200 dC, només uns 300 anys abans de l'arribada de Colom, quan ja el caribs havien desplaçat el grup ètnic Taíno de les illes del Carib.

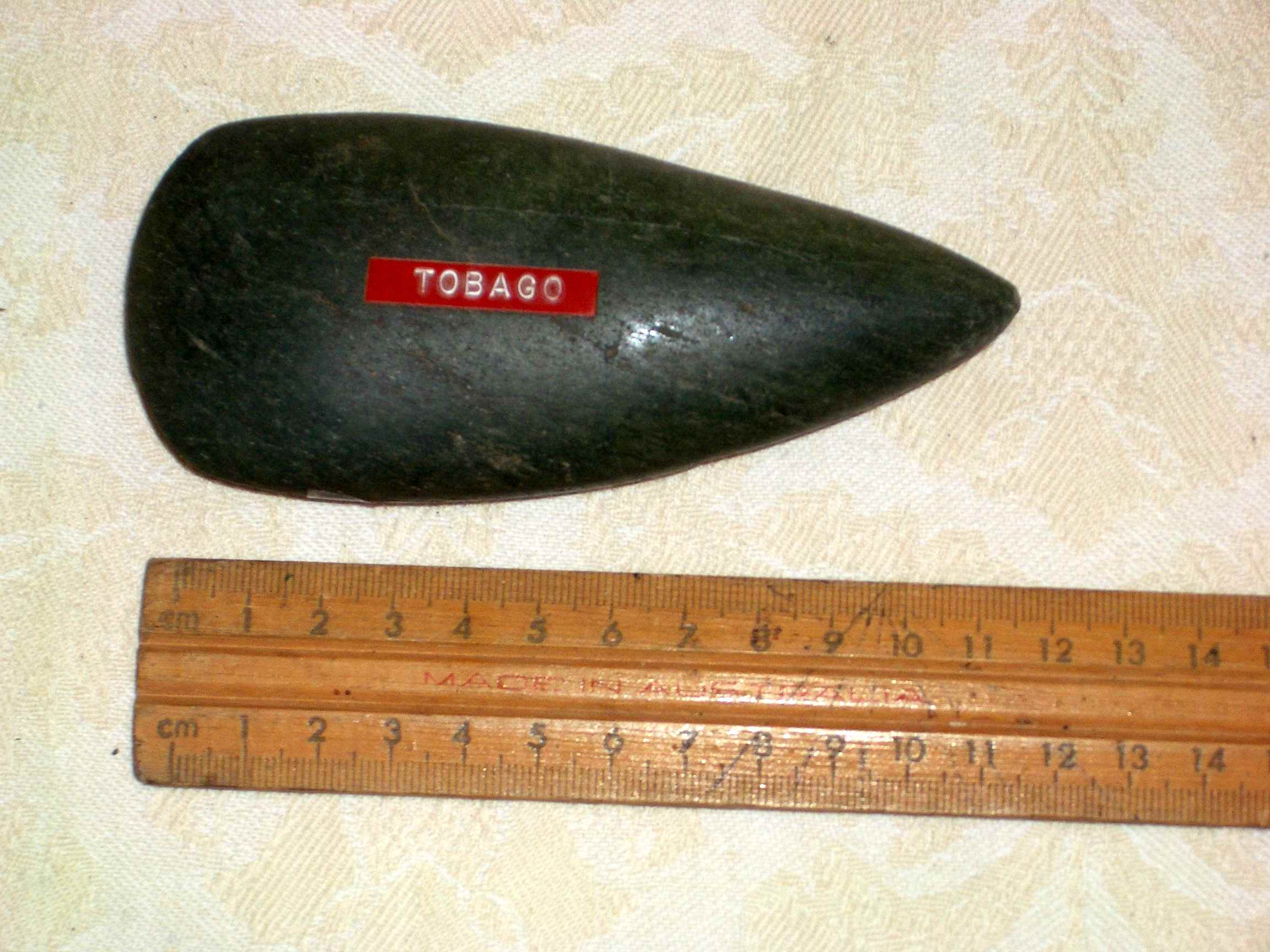
Destral cerimonial de Tobago, 1957

La paraula caníbal seria una alteració de caríbal, mot que significa «valent, atrevit» i que designa les habitants de les Antilles. La paraula prové del diari de navegació de Colom, però no és gaire plausible que dinou dies després de fondar l'illa, ja hauria aconseguit prou coneixement de la llengua de la població d'origen. Sembla que el canibalisme dels caribs es limitava a menjar-se els seus enemics però la visió que els europeus van divulgar era que els caribs practicaven un canibalisme generalitzat. Entre els primers «monstres» descrits per Colom al seu diari hi havia molta fantasia. La bestialitat i barbaritat atribuïdes al poble desconegut era sobretot un argument instrumental per justificar-ne la captura i l'ús.
L'explorador italià Giovanni da Verrazzano va ser mort pels caribs, a Guadeloupe el 1528, i l'haurien menjat després.
Els caribs comerciaven amb els taínos orientals del carib i produïren la plata que va trobar Ponce de Leon a les comunitats taíno. En canvi tot l'or de la zona del Carib provenia del comerç amb el continent americà. El caribs eren experts en construir barques i eren bons mariners. El seu domini del territori del Carib va estar basat en la seva habilitat guerrera. Al seu torn els caribs van ser desplaçats pels europeus per la mortalitat causada per malalties infeccioses euro-asiàtiques a les quals no eren immunes i també per motiu de la guerra. Alguns caribs van ser assimilats durant el període colonial. Actualment només sobreviuen petites poblacions de l'ètnia carib al nord-est de Dominica.
Els «caribs negres» (més tard coneguts com els garifuna) de l'illa de Sant Vicent descendien de la mescla dels caribs amb esclaus negres que s'havien escapat. Van ser la darrera ètnia nativa que es va resistir als britànics. L'any 1795 els caribs negres van ser portats pels britànics a l'illa Roatan davant d'Hondures on encara viuen els seus descendents.
Actualment l'idioma carib es considera extint, els darrers parlants moriren a la dècada de 1920.

## En la literatura
L'escriptor francès Laurent Binet ha publicat una novel·la Civilitzacions en el qual capgira la història, com si fossin són els natius americans del Carib els que conquisten i colonitzen Europa a la seva manera. «Un bell pastitx […] que mostra les crueltats de sempre, les ànsies eternes de dominació però també la instauració d’un matís de tolerància religiosa que sens dubte va ser la salsa que va faltar-li a l’Europa del segle xvi.»